# SEPTA 15호선
SEPTA 15호선 또는 지라드 애비뉴 선(Girard Avenue Line)은 미국 펜실베이니아주 북부 및 서부 필라델피아를 통과하는 지라드 애비뉴(Girard Avenue)에서 운용되는 트롤리 노선으로, 펜실베이니아 남동 교통국(SEPTA)에서 운영하고 있다. 2007년 기준으로, 지하철-지상 트롤리 노선의 일부가 아닌 유일한 도시 교통 부문의 지상 트롤리 선이다. (SEPTA의 철도 노선도에서 지정되었지만) SEPTA PCC II 차량이 노선에 사용된다.
이 선로는 1859년 리치먼드 & 스쿨킬 강 여객 철도(Richmond and Schuylkill River Passenger Railway)가 운영하는 마차철도 노선으로 처음 열렸으며 1895년에 전철화되어 1902년과 1903년에 확장되었다. 1992년 23번(Route 23, 저먼타운 애비뉴~11,12번가)및 56번(Route 56, 토레스데일 애비뉴-에리 애비뉴) 노선과 함께 서비스가 일시 중지(버스로 대체)되었다. 2005년 9월 4일, 트롤리 서비스가 복원되었다.
2012년 4월 29일, 프랭크포드 애비뉴 동쪽 구간의 주요 재건축으로 인해 버스가 운행되며, 프랭크포드 서쪽은 PCC II가 운영한다. 트롤리는 현재 프랭크포드와 델라웨어 애비뉴(Northern Liberties Loop)에서 종착하고, 버스는 마켓-프랭크포드 선의 지라드 역에서 종착한다.

## 경로

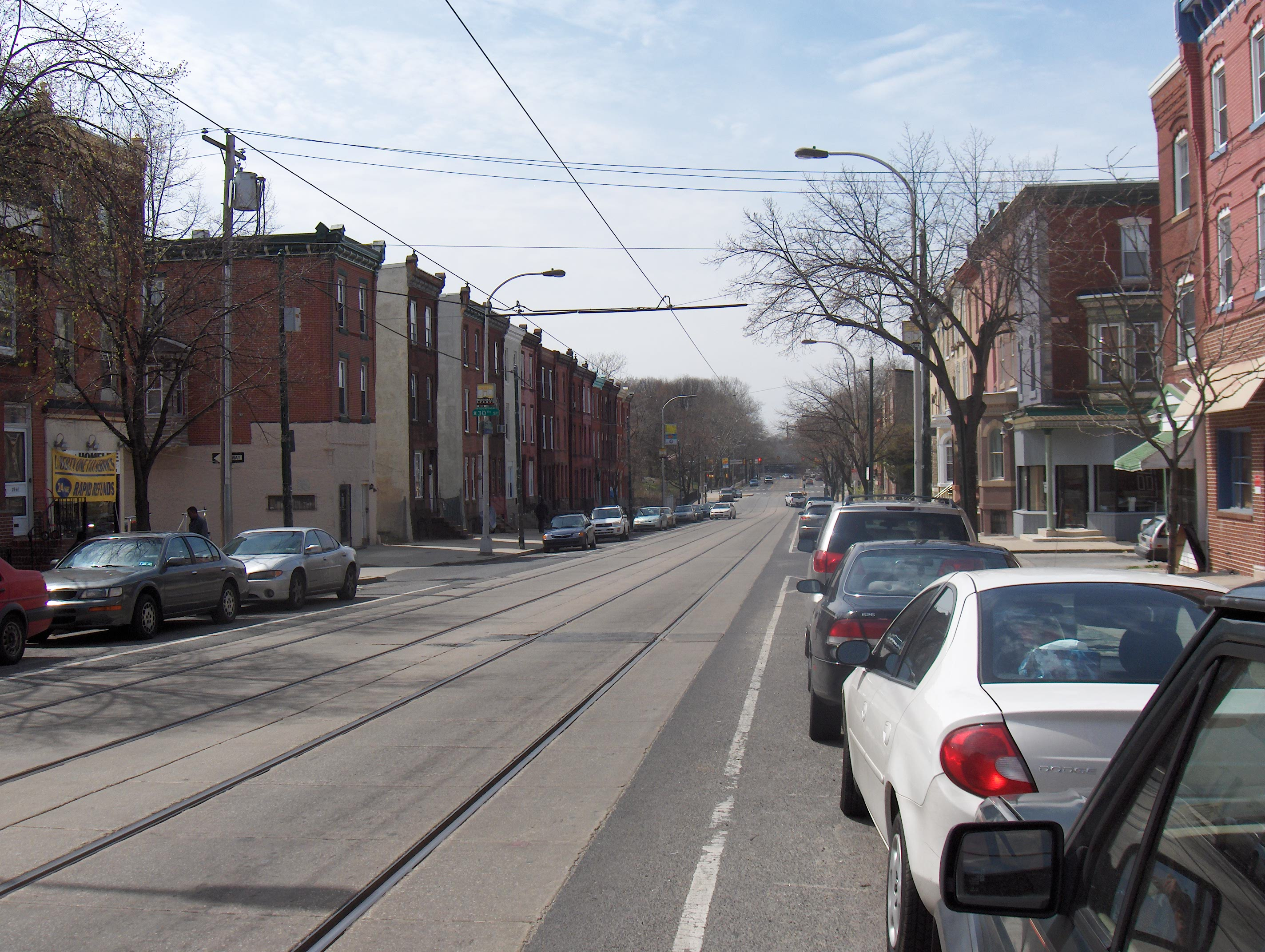
지라드 애비뉴 서쪽의 전차 선로

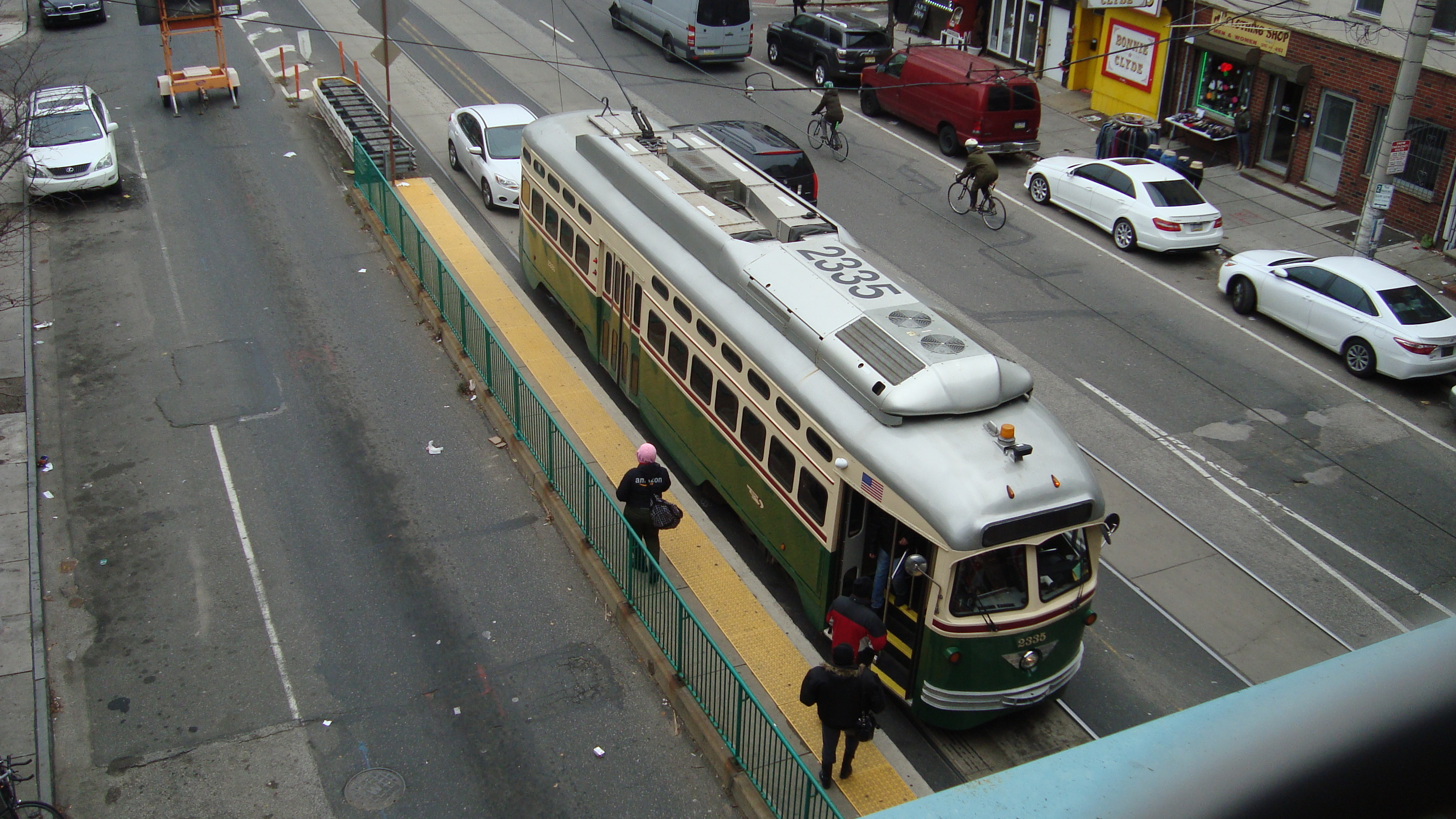
지라드 고가역에서 바라본 전차

지라드 애비뉴 선은 8.4 마일 (13.5 km)의 길이로 지라드 애비뉴와 리치먼드 가 간을 운행한다. 15번 노선의 서부 종착지는 지라드 애비뉴와 63번가 교차로에 위치한 해딩턴 루프(Haddington Loop)로, 여기서부터 바로 캐럴 파크를 지나간다. 다음 랜드마크는 캐시드럴 묘지(Cathedral Cemetery)로, 30번 국도(랭커스터 애비뉴) 구석에, 지라드 애비뉴와 15번이 10번 트롤리 노선과 함께 겹치는 곳에 있다. 노선은 랭커스터 애비뉴를 떠나 지라드 애비뉴의 경로를 따라 진행한다. 이후 벨몬트 애비뉴 교차로에서 파올리/손데일 선(Paoli/Thorndale Line)을 건너면 스쿨킬 고속도로의 342번 출구 근처에 있는 필라델피아 동물원을 지나 지라드 애비뉴 교를 건너 스쿨킬 강을 건넌다.
브루어리타운에 진입 한 후, 15번은 지라드 칼리지의 남쪽 부분에서 일부 루프 구간을 지나고, 지라드 애비뉴에서 다시 합류하여 세인트조세프 병원(St. Joseph's Hospital) 을 지난다. 처음으로 교차하는 도시 철도 노선은 브로드 스트리트 선의 지라드 역인데, 두 블록은 원래 복원된 트롤리 선인 23번 버스 노선이 횡단하였으나, SEPTA는 2014년 23번의 모든 연결 선로 및 북부 필라델피아 트롤리 네트워크에 대한 모든 연결을 완전히 종료할 계획이다.
15번 노선은 9번가에서 SEPTA 메인 라인의 동부 구간이 교차하고, 지라드 매디컬 센터(Girard Medical Center)을 지난다. 프론트 스트리트(Front Street)의 15번 구간 아래로 마켓-프랭크포드 선의 지라드 역이 위치한다.
2011년에 SEPTA는 프랭크포드와 델라웨어 애비뉴 교차로에서 15번 노선을 위한 새로운 루프를 완공했으며, 지라드(Girard)에서 프랭크포드를 따라 새로운 경로를 통해 도달한다. 2012년 4월 29일에 SEPTA는 이 루프를 이용하기 시작했다. 이 루프는 2010년 9월에 개장한 슈거하우스 카지노(SugarHouse Casino) 건너편에 있으며, 마켓-프랭크포드 선의 프론트 스트리트 및 지라드에서 높은 승객 이동률로 인한 자연스러운 전환점이기도 하다. 이 루프는 SEPTA가 리치먼드 스트리트(Richmond Street)를 따라 주간고속도로 제95호선 재건축으로 인해(아래 섹션 참조) 2012년 봄과 2012년 말 사이에 지라드 애비뉴(Girard Ave)와 앤 스트리트(Ann Street) 사이의 리치먼드에서 트랙을 대체가 완료될 때까지 15번 노선의 임시 동부 터미널이 될 것이다.
지라드 애비뉴는 I-95의 23번 출구에서 끝난다. 15번 노선은 고속도로 아래로 리치먼드 스트리트로 I-95와 평행을 이루며 북쪽에서 남쪽으로 25번 출구 건너편 앨리게니 애비뉴(Allegheny Avenue)와 교차한다. 이곳에서 이전 트롤리 라인인 SEPTA 60호선 버스에 연결된다. 리치먼드 스트리트와 웨스트모어랜드 스트리트(Westmoreland Street) 교차로의 남서쪽 모퉁이에 있는 웨스트모어랜드 루프(Westmoreland Loop)의 15번 노선 동쪽 종점 앞의 리치먼드 운동장(Richmond Playground)을 따라 도로가 이어진다.
프랭크포드와 델라웨어 루프 외에도 두 개의 다른 급선회 루프(필라델피아 동물원 서쪽의 41번가 & 파크사이드 / 26번가 & 지라드, 26번가 및 포플러 스트리트(Poplar Street)와 지라드 및 칼리지 애비뉴(College Avenues)를 활용한 양방향 "인라인"컷백)가 있다. 어떠한 일정표에서도 이 루프를 사용하지 않고 있다. 리치먼드 스트리트(Richmond Street) & 컴버랜드 애비뉴(Cumberland Avenues)에 위치한 또 다른 루프는 콘레일(Conrail Shared Assets Operations)의 구 리딩 포트 리치먼드 야드 밑의 낮은 교량에서 경고 표지판과 깜박이는 불빛에 주의를 기울이지 않은 트럭으로 리치먼드 스트리트가 차단되었을 때 자주 사용되었다. 이 루프는 곧 제거될 예정이다. 차량은 60번가와 지라드 교차점에 있는 캘로힐 차량기지(Callowhill Depot)으로 되돌아온다.

## 역사

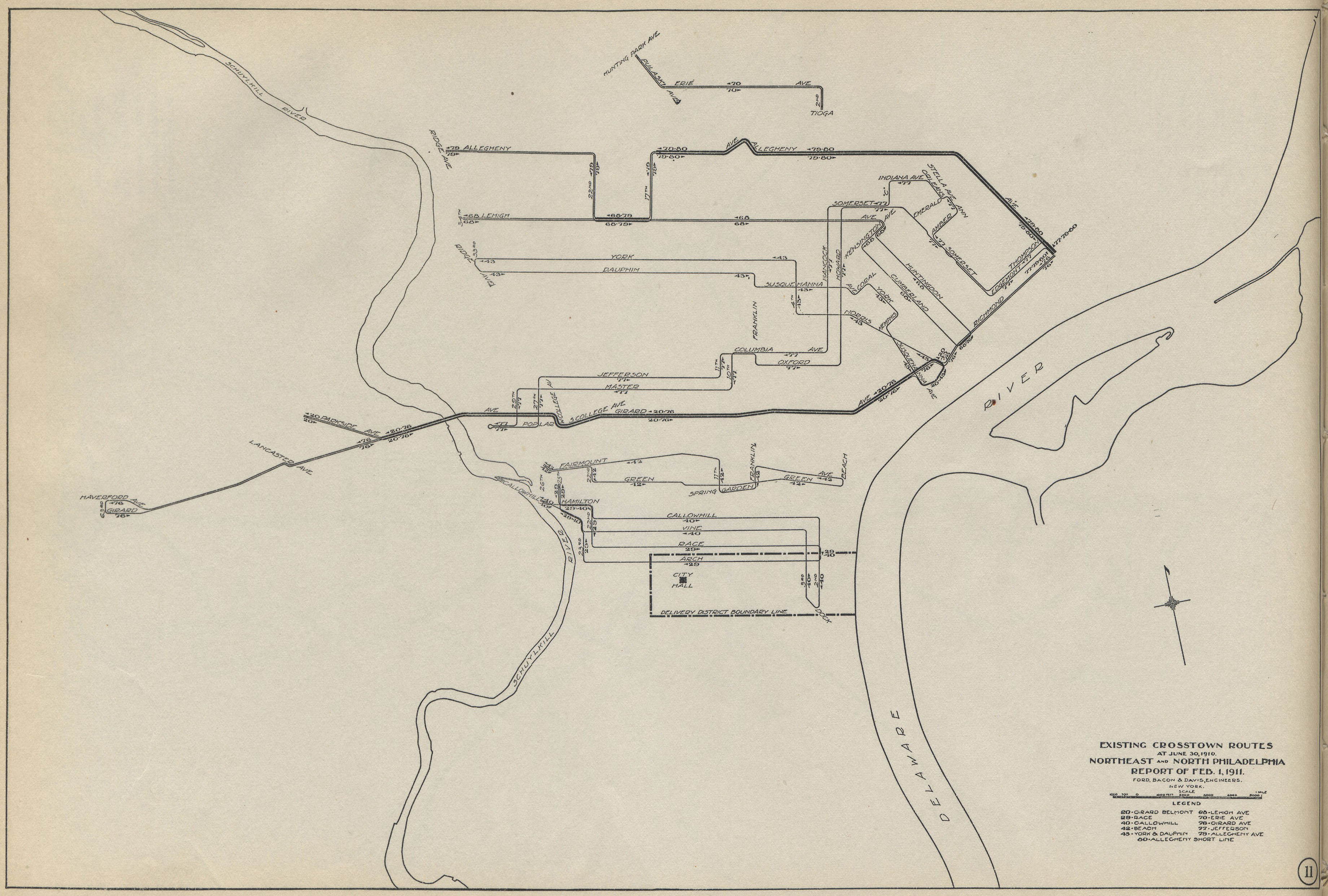
1911년 필라델피아 전차 노선도

리치먼드 & 스쿨킬 리버 여객 철도(Richmond and Schuylkill River Passenger Railway)는 1859년 3월 26일 펜실베니아 총회에서 페어마운트 파크의 스쿨킬 강을 건너는 지라드 애비뉴 교와 리치먼드의 노리스 스트리트(Norris Street) 사이의 지라드 애비뉴에서 랭커스터 애비뉴의 교량 서부 방면까지의 구간을 승인 받았다. 이 노선은 1859년 7월에 2번가에서 31번가에 이르는 구간으로 개통하였다. 회사는 강제집행 처분을 받아 1864년 6월 14일에 페어마운트 파크 & 델라웨어 리버 여객 철도(Fairmount Park and Delaware River Passenger Railway)로 재편되었으며, 1866년 2월 15일에 저먼타운 여객 철도(23호선, 저먼타운 애비뉴)로 합병되었다.
1866년에는 파머 스트리트(Palmer Street)의 동쪽 구간이 확장 개통되었다.(파머,비치,샤카막슨 스트리트에 걸쳐서) 그리고 1875년 노리스 스트리트까지 확장되었다. 피플스 여객 철도([People's Passenger Railway)는 1881년 10월 1일에 노선을 임대했으며, 지라드 애비뉴 철도(Girard Avenue Railway)를 1896년 6월 22일에 임대했다.(1894년 5월 17일 공인) 1900년에 서쪽으로 60번가까지 연장했다. 유니언 견인 회사(Union Traction Company)는 1896년 7월 1일 피플스 여객 철도를 임대하여 필라델피아의 거의 모든 노면 철도를 관리하게 되었다. 지라드 애비뉴 차량은 1903년에 서쪽으로 63번가, 동쪽으로 앨리게니 애비뉴(Allegheny Avenue) - 전기 견인 회사(Electric Traction Company)의 브라이즈버그 선(Bridesburg Line)을 따라 리치먼드 스트리트 후방의 확장 - 로 확장되었고, 브라이즈버그 선을 브라이즈버그 행으로 대체하였다. 1992년, SEPTA는 15번, 23번, 56번의 트롤리 서비스를 버스로 대체했다.
PCC 카는 주말에 캘로힐 차량기지에서 전후 차를 사용하여 1948년 일요일(그리고 토요일은 물론 나중에) 15번 노선에 처음으로 도입되었다. 1955년 6월 세인트루이스와 캔자스시티에서 PCC 카를 구입했을 때 다른 선로에서 온 전후 차가 쏟아져왔고, 이후 15일에 모든 서비스를 제공했다. PCC는 1992년 SEPTA가 버스로 교체할 때까지 모든 트롤리 서비스를 제공했다. 트롤리 서비스는 10번 노선의 가와사키 차량을 사용하여, 1990년에 15번 노선에 잠시 반환되었는데, 이후 10번 노선의 노선 부분을 따라 수도 본관 교체에 의해 일시적으로 흑자를 기록하기도 했다.

## 2005년 복원
15번 노선은 13년 동안 버스로 운행된 이후 2005년 9월에 트롤리 서비스로 복원되었다. 트롤리 서비스의 재개를 준비하기 위해 SEPTA는 가공전차 선로의 수리를 포함하여 총 1억 달러를 들였다. 15번 노선의 차량은 PCC II 차량으로 구성되어 있으며 2003년부터 2004년까지 브룩빌 설비 회사(Brookville Equipment Company)에서 트롤리 당 130 만 달러의 비용으로 완전히 복원한 세인트루이스 카 제 PCC 전차이다. 복원된 트롤리는 ADA 준수를 위한 휠체어 리프트가 있는 넓어진 중앙 도어 뿐만 아니라 에어컨 및 회생 제동 장치가 추가되었다.
트롤리 서비스의 복원은 59번가에 있는 지역 주민들과 오랜 논쟁으로 인해 지연되었다. 트롤리는 거리에 정차할 때 캘로힐 차량기지에 주박하기 위해 내려야했다. 노선을 재건하는 동안, 주변 동네들은 주민 참여 연합을 통해 정화 및 마케팅 프로젝트를 통해 지라드 애비뉴의 거리 풍경을 개선하기 위해 노력했다. 2005년에 서비스가 반환된 이래로 15번 노선은 도로를 따라 새로 개발된 투자뿐만 아니라 다양한 개발 프로젝트에도 박차를 가하고 있다.
SEPTA는 일시중단된 트롤리 노선 복구에 전념했지만, 교외 지역 사회는 15번 노선의 불완전한 운영과 트롤리 인프라 유지 비용을 이유로, 도시 트롤리 노선을 통한 시외 철도 노선 확장을 위해 사용 가능한 기금을 대신 사용할 수 있다고 주장한다. 선로, 도로 공사 및 기타 유지 보수 작업으로 인해 셔틀 버스가 때때로 노선 일부 구간에서 트롤리 서비스를 대체한다.

## 포트 리치먼드 재건축과 I-95

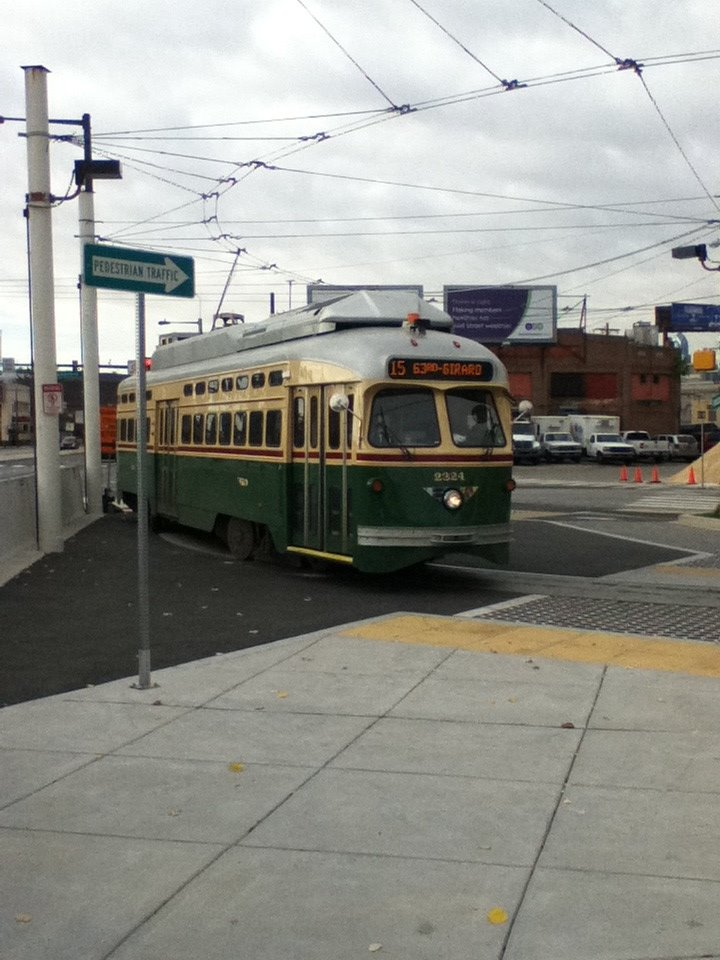
슈거하우스 루프에 진입한 전차

15번 노선 동부 구간인 새로운 노던 리버티스 루프(Northern Liberties loop)는 주간고속도로 제95호선(이하 I-95)의 재건 프로젝트의 일부로 재건되고 있다. 15번 노선 관련 I-95 프로젝트의 구성 요소는 아라밍고(Aramingo) 애비뉴를 통해 지라드 애비뉴의 교량 재건 및 확대 및 리치먼드 스트리트의 부분 개편을 포함한다. 이 영역의 모든 선로는 제거될 리치먼드 & 컴버랜드 루프를 제외하고 대체된다. 또한 이 프로젝트의 일부는 장애물로 구 포트 리치먼드 야드에서 남겨진 저지대의 교량을 대체하기 위해 리치먼드 스트리트(Richmond Street)의 CSAO 선로를 위한 4개의 별도 교량을 건설하는 것이다. 현재의 콘레일 선로에서 폭을 합리화한 새로운 교량은 I-95 고가도로에서 멀리 떨어져 이전됨으로써 훨씬 더 큰 도로 정리를 제공하게 된다. 프랭크포드 애비뉴에서 동쪽으로 프랭크포드와 델라웨어 애비뉴 역과 슈거하우스 카지노(SugarHouse Casino) 간의 15번 노선이 2018년까지 지속될 예정인 프로젝트 기간 동안 셔틀 버스가 운행된다.

## 차량
- 18대의 PCC II : 1947년 세인트루이스 카 컴퍼니제 복원.[출처 필요]

## 같이 보기
- SEPTA 서브웨이-서페이스 트롤리 선